# Mord in bester Gesellschaft: Der Fluch der bösen Tat
Der Fluch der bösen Tat ist ein deutscher Fernsehfilm von Peter Sämann zu einem Drehbuch von Rolf-René Schneider aus dem Jahr 2011. Es handelt sich um die neunte Episode der Kriminalfilmreihe Mord in bester Gesellschaft mit Fritz Wepper als Psychiater Wendelin Winter in der Hauptrolle.

## Handlung
Der Psychiater Dr. Wendelin Winter wird von seinem damaligen Uni-Lehrer Professor Johannes Silberberg nach Tübingen gerufen, weil er möchte, dass er, als sein einst bester Student, ihm anhand seiner jahrelangen Aufzeichnungen seine Memoiren schreibt. Winter macht sich auf zu Silberberg, doch noch bevor er dort ankommt, erleidet dieser plötzlich einen Herzinfarkt und ist sofort tot. Winter ermittelt nun in dem Todesfall, weil er fest annimmt, dass es kein natürlicher Tod war. Silberberg äußerte sich zwar über Herzprobleme, doch erfreute er sich bis zuletzt bester Gesundheit. Unter Verdacht gerät seine Frau Marlene, die Winter nicht nur sehr unfreundlich empfangen, sondern auch eine heimliche Affäre hat. Den Gerüchten nach hätte sie Silberberg nur des Geldes wegen geheiratet. Auch mit ihrer Stieftochter, die seit dem Tod ihrer leiblichen Mutter nicht mehr spricht, versteht sie sich sehr schlecht. Somit dürfte Silberbergs vorzeitiges Ende ihr dabei nützen, das junge Mädchen aus der Villa zu treiben.
Auch Winters Tochter Alexandra ist aktuell in Tübingen unterwegs und auf der Suche nach interessanten Geschichten. Unglücklicherweise bleibt sie mit dem Auto unterwegs mit einer Panne liegen. Der Pfarrer Simon Seeger, der ihr begegnet, kann ihr zwar nicht direkt helfen, sie aber bis zur nächsten Werkstatt abschleppen. Auf der Fahrt erzählt er ihr von einer jungen Frau aus seinem Chor, die vor acht Jahren von einem Tag auf den anderen verschwunden war. So wie es aussieht, stößt auch ihr Vater auf diese alte Geschichte, von der ihm seine Pensionswirtin berichtet. In der Zeitung liest er, wer damals alles mit dem Fall „Luisa“ zu tun hatte. So war auch sie Studentin unter Silberberg und fast jeder an der Uni war in sie verliebt, auch Silberberg und sein Kollege Dr. Florian Stemmle, der aktuell mit Silberbergs Frau ein Verhältnis hat. Nachdem Winter mit seiner Tochter zusammentrifft, recherchieren sie gemeinsam. Winter erhoffte sich Hinweise durch Silberbergs Tagebuch, das erst nach einigem Suchen zufällig in seine Hände gelangt. In seinen Aufzeichnungen outet sich Silberberg als Vater des ungeborenen Kindes von Luisa. Er fragte sich, ob seine Tochter Clara eine neue Frau an seiner Seite und noch ein Baby dazu akzeptieren würde. Leider enden die Ausführungen, da jemand Seiten herausgerissen hat. Anfangs befürchtet Winter Silberbergs Tochter wäre zur Mörderin geworden, doch dann findet er heraus, dass der zwielichtige Pfarrer Simon Seeger Luisa damals aus dem Fenster gestoßen hatte und er der Vater ihres Kindes war. Er konnte es nicht verwinden, dass sie sich für Silberberg entschieden hatte. Mit der Ankündigung seine Memoiren zu schreiben, hatte Silberberg eine ganze Lawine in Gang gesetzt, denn aus Angst entdeckt zu werden, hatte Seeger auch Florian Stemmle getötet, dessen Leiche nun in Silberbergs Garten gefunden wird. Als Winter Seeger zur Rede stellt, stürzt dieser im Handgemenge über ein Geländer und stirbt.

## Hintergrund
Für Der Fluch der bösen Tat wurde vom 24. November 2010 bis zum 21. Dezember 2010 an Schauplätzen in Tübingen und Umgebung gedreht. Produziert wurde der Film von Tivoli Film. Die Erstausstrahlung fand am Samstag, den 24. September 2011 auf Das Erste statt.

## Rezeption

### Kritik
Rainer Tittelbach von Tittelbach.tv schrieb: „Mit Glaubwürdigkeit und Wahrscheinlichkeit darf man diesem Krimi aus dem Tübinger Winter nicht kommen. Hier gilt die Rezeptur Marke Agatha Christie. Der Zufall gehört zur Handlung wie mindestens eine zweite Leiche. Gute Besetzung, passable Story. Es darf ohne Reue mitgerätselt werden.“
Bei quotenmeter.de wertete Jürgen Kirsch: Der Krimi „ist nicht sonderlich spannend und auch die Geschichte erfreut den Zuschauer nicht durch Tiefgründigkeit und überraschende Wendungen.“ Auch mit „anspruchsvollen Dialogen“ kann der Film nicht „aufwarten“ und „humorigen Ansätze“ sind ebenfalls selten zu erleben.
Die Kritiker der Fernsehzeitschrift TV Spielfilm gaben dem Film eine mittlere Wertung, sie zeigten mit dem Daumen zur Seite. Sie konstatierten: „Vorabend-Soap mit etwas Krimihandlung.“

### Einschaltquoten
Bei der Erstausstrahlung am 24. September 2011 wurde Der Fluch der bösen Tat in Deutschland von 4,4 Millionen Zuschauern gesehen, was einem Marktanteil von 15,3 Prozent für das Erste entsprach.